# Wahyu Nayaka Arya Pankaryanira

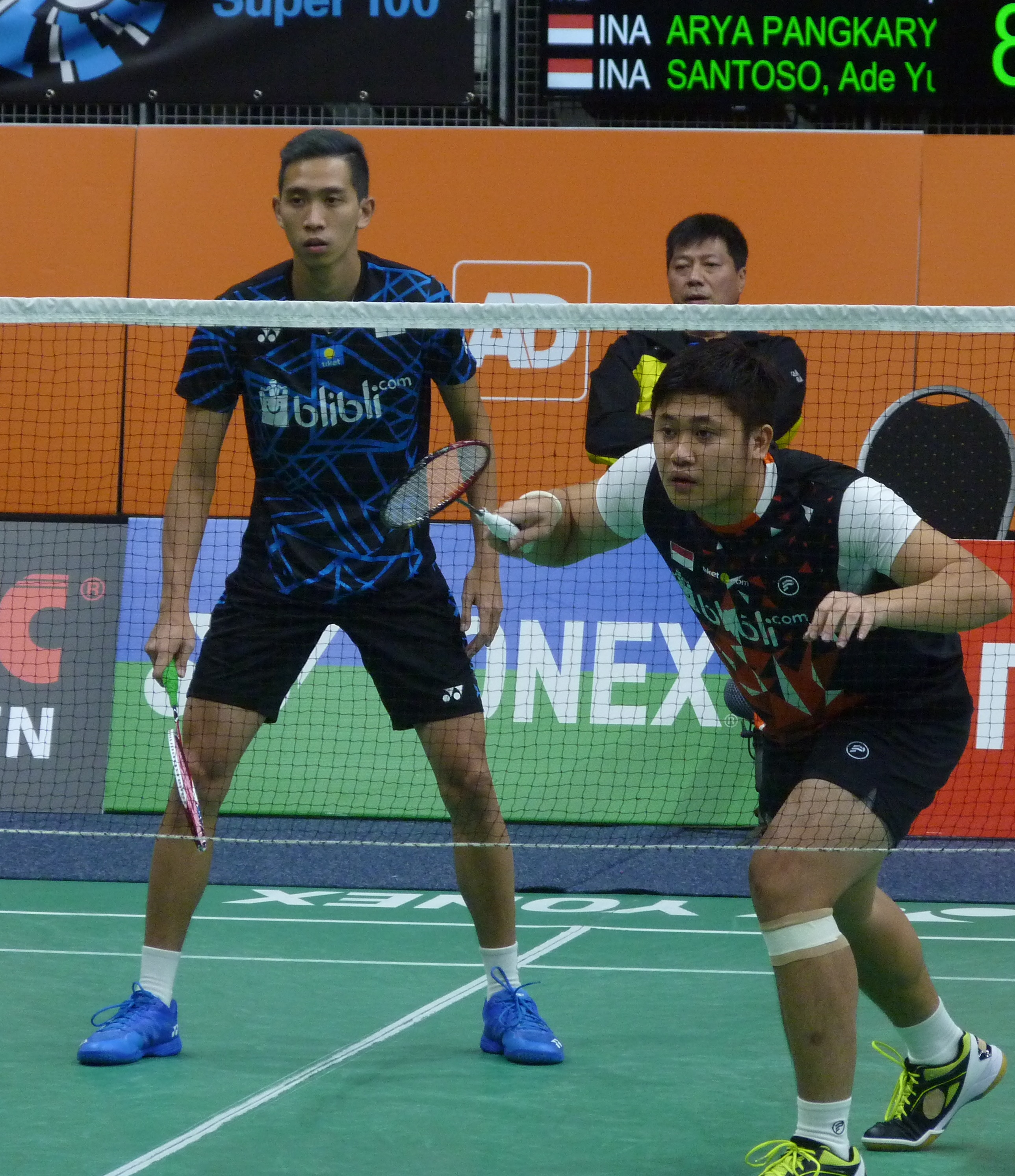
Ade Yusuf Santoso & Wahyu Nayaka Arya Pankaryanira

Wahyu Nayaka Arya Pankaryanira (* 22. Juni 1992) ist ein indonesischer Badmintonspieler. 

## Karriere
Wahyu Nayaka Arya Pankaryanira wurde 2011 mit dem Team von Tangkas Alfamart Vierter in der indonesischen Superliga. Bei den India International 2012 belegte er Rang drei im Herrendoppel mit Ade Yusuf. Die Iran Fajr International 2013 konnten beide im gemeinsamen Doppel auf dem ersten Platz beenden. Zusammen standen sie ebenfalls im Hauptfeld der Indonesia Super Series 2012 und der Indonesia Super Series 2013.